# Gołąb białogłowy
Gołąb białogłowy (Columba leucomela) – gatunek średniej wielkości ptaka z rodziny gołębiowatych (Columbidae). Występuje we wschodniej części Australii. Niezagrożony wyginięciem.

## Systematyka
Gatunek ten po raz pierwszy zgodnie z zasadami nazewnictwa binominalnego opisał w 1821 roku Coenraad Jacob Temminck. Autor nadał mu nazwę Columba leucomela, która obowiązuje do tej pory. Jako miejsce typowe wskazał północne wybrzeże Nowej Holandii (dawna nazwa Australii).
Dawniej w odniesieniu do tego gatunku używano starszej nazwy Columba norfolciensis, ukutej w 1801 roku przez Johna Lathama dla ptaka z wyspy Norfolk. W 1953 roku odkryto jednak, że XVIII-wieczna akwarela, w oparciu o którą autor ten sporządził swój opis, przedstawia prawdopodobnie inny gatunek ptaka, który występował wówczas na Norfolku, przypuszczalnie miedziankę szmaragdową (Chalcophaps indica). W 2010 roku Międzynarodowa Komisja Nomenklatury Zoologicznej oficjalnie uznała nazwę Columba norfolciensis za nieważną.
Nie wyróżnia się podgatunków.

## Morfologia
Całkowita długość ciała wynosi 382–414 mm, w tym na ogon przypada 132–170 mm, zaś na dziób 20–28 mm. Skrzydło mierzy 216–243 mm, zaś skok 25–28 mm. Masa ciała wynosi 370–450 g.
Głowa i szyja kremowobiałe, u niektórych osobników na wierzchu głowy występują szare plamki. Dookoła oka naga czerwona skóra. Dziób w około 2/3 czerwony, pozostała jego część biała. Wierzch ciała i pokrywy skrzydłowe ciemnoszare, pióra z szaroniebieskimi obrzeżeniami. Lotki ciemnoszare, natomiast sterówki czarne. Nogi ciemnoróżowe. Kuper jasnoszary, brzuch szarawy. Samica posiada czarnobrązowe pokrywy podogonowe, a nie jak samiec – czarne.

## Zasięg występowania
Zasiedla wschodnie wybrzeże Australii, od Cooktown (Queensland) po Eden w Nowej Południowej Walii. Zamieszkuje lasy tropikalne oraz lasy strefy umiarkowanej. Zdaje się preferować skraje lasów. W zimie pojawia się również na terenach rolniczych.

## Zachowanie
Zazwyczaj widywany pojedynczo lub w parze. Nie żeruje wraz z innymi owocożernymi gołębiami. Nie zwraca na siebie uwagi, gdy żeruje; niekiedy jedynie odzywa się głębokim gruchaniem. Przebywa w roślinności, schodzi na ziemię jedynie po to, by zażywać kąpieli piaskowych, pić lub zebrać opadłe owoce. Ze zbieranych owoców preferuje te z przedstawicieli rodziny wawrzynowatych (Lauraceae), z rodzajów Cinnamomum, Neolitsea, Endiandra oraz Ficus. Porusza się szybkim, prostym lotem, zazwyczaj niezbyt wysoko.

## Lęgi
Samiec odbywa lot tokowy. Leci po kolistym torze nad lasem, co około 30–40 m podlatując 6–10 m w górę, a następnie spuszczając się w dół. W trakcie zalotów odbywających się już nie w locie, samiec stoi na gałęzi naprzeciw samicy, z pochylonym dziobem oraz nadętą gardzielą. Ogon jest opuszczony, samiec natomiast zaczyna głośno gruchać. Okres lęgowy trwa od lipca do marca, lecz przypuszczalnie zależny jest od dostępności pokarmu. Gniazdo stanowi platforma z gałęzi, umieszczona w gęstej roślinności, w krzewie lub nad drzewie. W lęgu jedno białe jajo. Wysiadują je oba ptaki z pary przez 19–20 dni. Młodym zajmują się oboje rodzice, jest w pełni opierzone po około 20 dniach od wyklucia.

## Status zagrożenia
W Czerwonej księdze gatunków zagrożonych IUCN gołąb białogłowy jest klasyfikowany jako gatunek najmniejszej troski (LC – Least Concern). Liczebność populacji nie została oszacowana, ale ptak ten opisywany jest jako raczej rzadki, tylko lokalnie pospolity. BirdLife International ocenia trend liczebności populacji jako wzrostowy.